# Кражяй
Кражяй (лит. Kražiai, пол. Kroże, біл. Кро́жы, рос. Кроже) — містечко в Кельмеському районі Литви, адміністративний центр Кражяйського староства, розташоване в 16 км на захід від Кельме. Відповідно до офіційної литовської класифікації, Кражяй належить до етнографічного регіону Жемайтія.

## Географія
Містечко розташоване на Жемайтській височині. По ньому протікає річка Кражанте, правий приплив Дубіси. Кражяй з'єднує шосе з такими прилеглими містечками як Немакщяй, Кальтіненай, Каркленай, Ужвентіс. На північній околиці містечка знаходиться ботанічний заповідник.

## Інфраструктура та пам'ятки

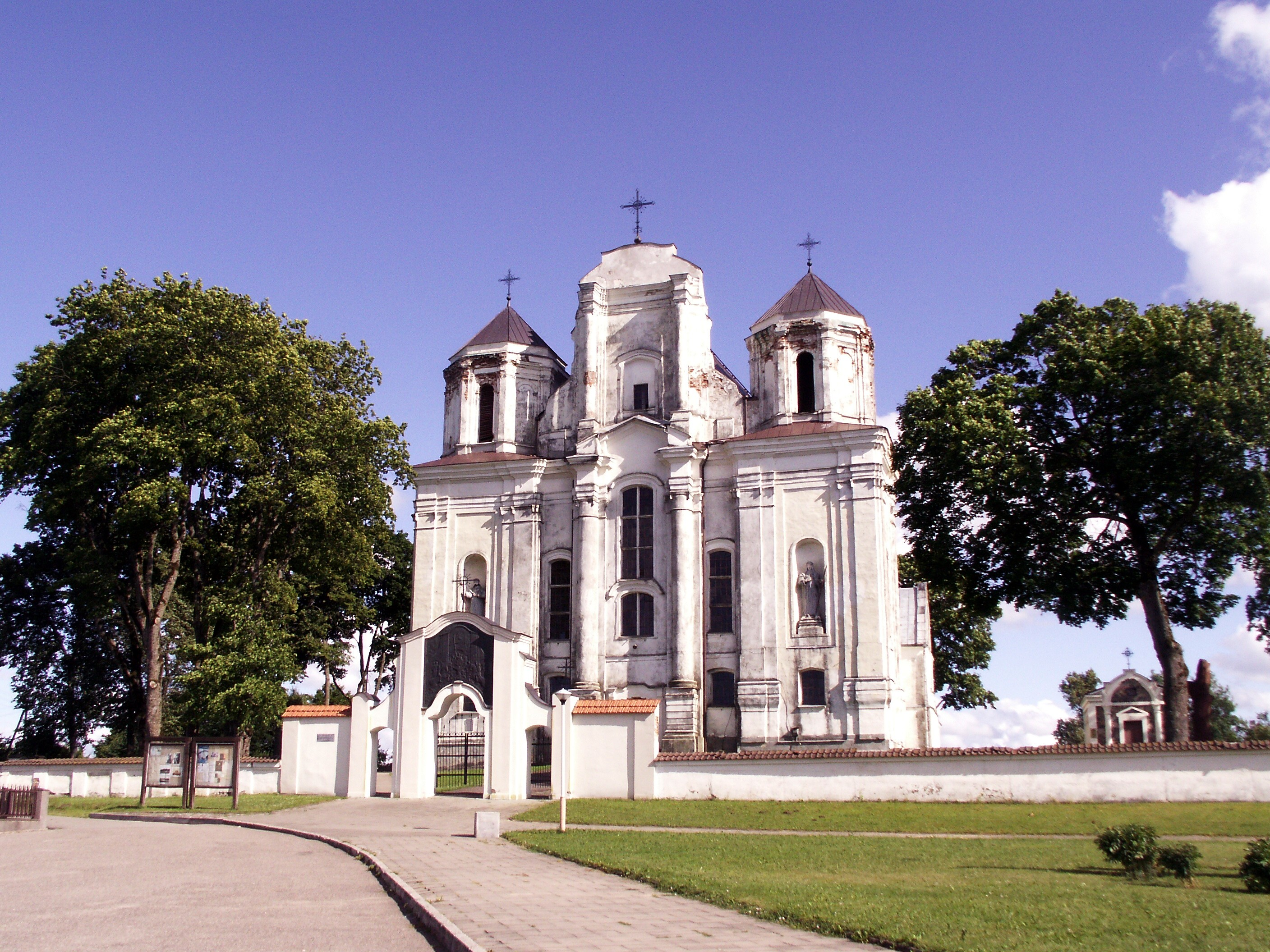
Костел Непорочного Зачаття Пресвятої Діви Марії

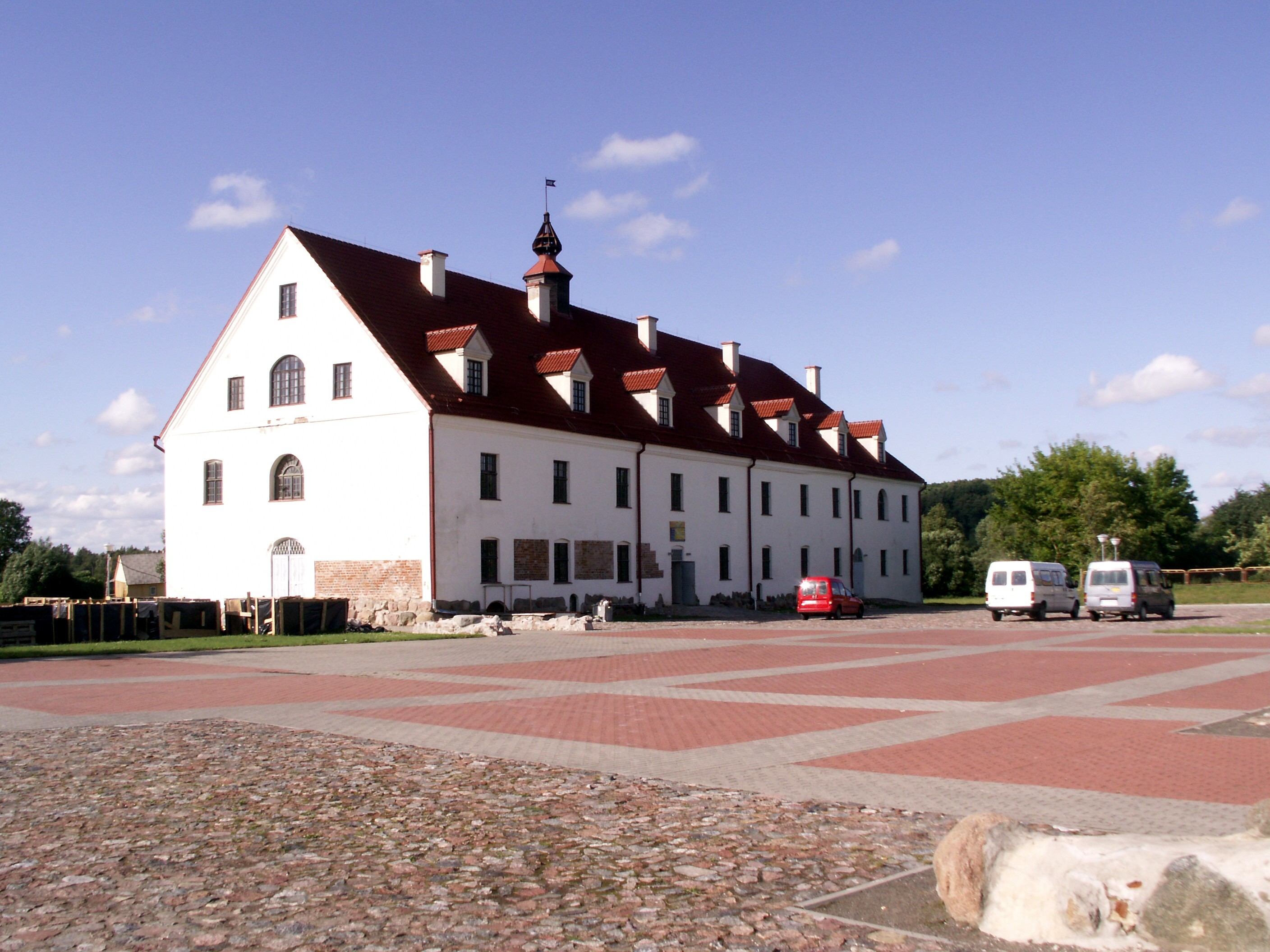
Будівля бурси

Поштове відділення, амбулаторія, гімназія (у 1944—2006 роках середня школа), центр культури імені Сарбевія (Сарбєвського), бібліотека (1937), краєзнавчий музей (1988). Є три площі.
Костел Непорочного Зачаття Пресвятої Діви Марії в стилі пізнього бароко (почато зведення за проектом архітектора Томаша Жебровського в 1757 р.; завершено спорудження ремісником Трецер) входить до ансамблю сакральних будов, що включає огорожу з воротами (середина XVIII століття) і кам'яну каплицю Святого Роха). У храмі є цінний бароковий вівтар зі скульптурами (друга половина XVIII століття), а також оклад образу Вознесіння Діви Марії, орнаментований хрест, дерев'яні лави (з XIX століття), у каплиці — образ Святого Георгія (друга половина XVIII століття) та дерев'яна статуя Святого Іоанна Непомука (XIX століття).
Збереглася ренесансна двоповерхова будівля бурси (гуртожитку) єзуїтського колегіуму, побудована, як передбачається, в 1693 році. У колегіумі (потім став гімназією) викладали Матей Казимир Сарбевський, Альберт Віюк-Коялович, Мотеюс Валанчюс, Адам Крупський; навчалися Діонізас Пошка, Симонас Станявічюс, Людвік Адам Юцевич.

## Населення
Станам на 1790 р. у Кражяй було 160 дворів.
У 1841 р. налічувалося 502 жителя, у 1897 р. — 1761,
у 1923 р. — 1603, у 1959 р. — 972, у 1970 р. — 927, у 1979 р. — 959.
За переписом населення 1989 р. — 784, у 2011 р. — 603. На даний час є 570 мешканців (2018).

## Історія
Перша письмова згадка про Кражяй (Крожи) датується 1253 роком серед різноманітних земельних володінь, подарованих Міндовгом Тевтонському ордену.
Населений пункт згаданий у 1385 р., як замок — у 1394 р., волость — у 1410 році. У 1416 р. було збудовано костел. З 1480 р. Кражяй називається містечком. У списках непривілейованих міст Литви 1529—1567 років. У середині XVI століття засновано початкову школу.
З початку XV століття до 1556 р. Кражяй належав Кезгайлам. Після 1559 р. Кражяй дісталося Радзівілам. Микола Радзивіл Чорний збудував тут у 1565 р. кам'яний замок. З 1566 р. до кінця XVI століття в Кражяю збиралися сеймики жямайтської шляхти. У 1570—1740 роках тут діяла духовна семінарія (у 1629—1742 рр. належала вона до Жемайтійської єпархії), потім вона була переведена до Варняй. На початку XVII століття Кражяй стало осередком контрреформації. В 1607 р. тут був заснований єзуїтський монастир, в 1639 р. — монастир бенедиктинок (в 1757—1763 роках побудований костел, через який в 1893 р. сталася «Кразька різанина»), в 1758 — монастир маріавіток.
У середині XVII століття та на початку XVIII століття Кражяй постраждало від воєн; пожежі знищували містечко у 1780, 1807, 1845 та 1847 роках. 
1614 року засновано єзуїтський колегіум з великою бібліотекою, в XVII-XVIII століттях діяв шкільний театр (близько 30 постановок).

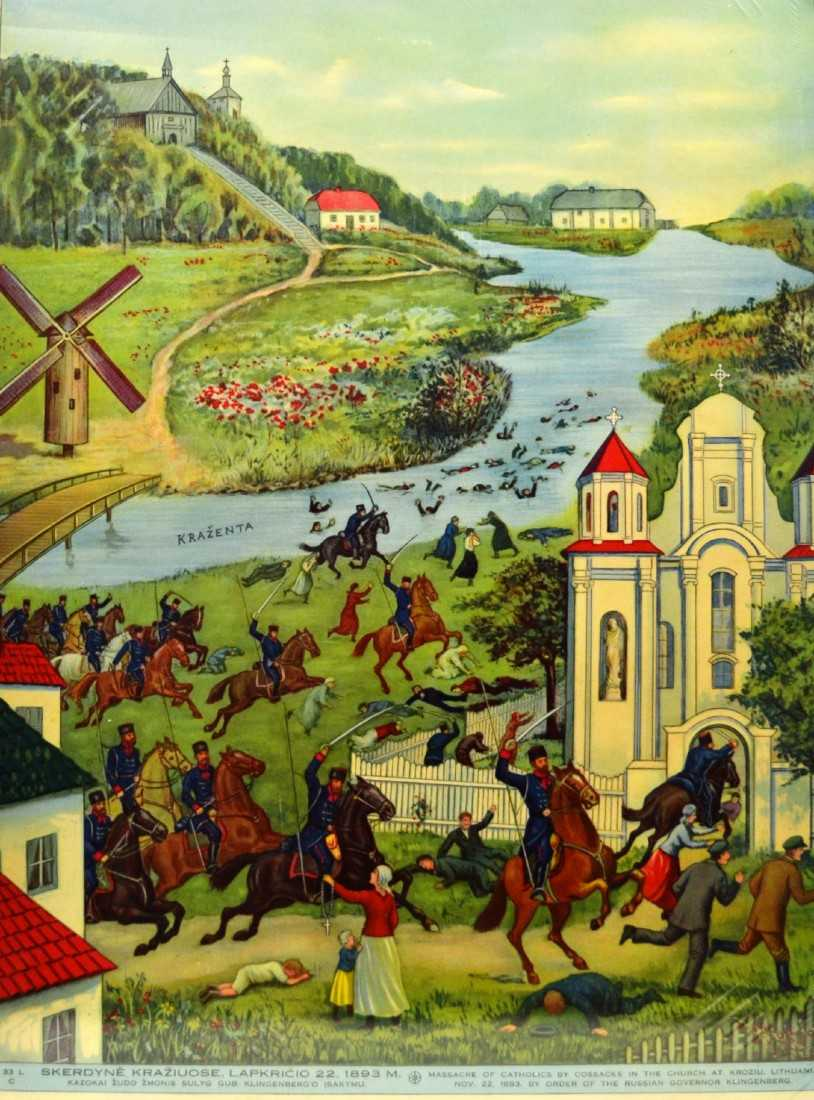
Кражяйська різанина. Плакат (США)

1780 року Кражяй отримало привілей на аукціони та ярмарки. У результаті третього поділу Речі Посполитої (1795 р.) Кражяй увійшло до складу Російської імперії.
1817 року колегіум перетворено на світську гімназію. 1823 року у гімназії діяла антиурядова організація учнів «Чорні брати» (протидії російському уряду). 1844 року гімназію було переведено до Каунаса.
Під час Січеквого повстання 1863 року вікарій Владислав Дембський організував загін повстанців, читав у костелі повстанський маніфест, закликаючи приєднатися до повстання та не підкорятися російській владі.
1893 року на всю Європу прогриміли події в Кражяї, що в народі отримали назву Кражяйська різанина. Того року в Кражяї за наказом російського імператора Олександра III було закрито бенедиктинський монастир, і місцева влада мала забезпечити руйнування костелу. Коли прибули жандарми, місцеві віряни-католики почали чинити опір. Донські козаки залишили по собі поранених і вбитих місцевих мешканців, зґвалтованих жінок. Жорстока поведінка влади викликала резонанс у Світі, ноту протесту до Росії направив Ватикан. Внаслідок великого резонансу вже інший цар, Микола II, багатьом засудженим замінив каторгу на в'язницю, скасував наказ зруйнувати храм, який був просто закритий.
З початку XIX століття до 1950 року був центром волості, пізніше — апілінки та центральною садибою колгоспу.
З 1918 р. Кражяй у складі Литви.
Під час Другої світової війни Кражяй спочатку окупував СРСР, а потім нацистська Німеччина. У липні — вересні 1941 р. в сусідньому лісі та в селі Пам'яджьокальніс за наказом німецької окупаційної адміністрації розстріляно близько 350 кражяйських євреїв. СРСР знову зайняв Кражяй після відступу німців у Другій світовій війні. Після Другої світової війни на околицях Кражяй діяли антирадянські партизани легіону Біруте округу Кястутіса.
11 березня 1990 р. після проголошення суверенітету Литви — Кражяй у складі Литви.

## Герб
Герб було затверджено Декретом президента Литовської Республіки 4 березня 1993 року. Герб створений художником Агнюсом Тарабілдою. На блакитному полі, де зображений архангел Михайло з піднятим срібним мечем з золотою рукояттю в правій руці і золотими терезами з чорними шнурками в лівій руці. Архангел одягнений у срібні лати, непокриті обладунками частини тіла архангела природного кольору, на його грудях дві схрещені золоті стрічки. Під ногами архангела повалений чорний чорт зі срібними рогами.
Зображення архангела Михайла і чорта відсилає до конкретних реалій (стояв тут у минулому парафіяльний костел Святого Михайла і зберігся образ архангела Михайла), до історичної події Кразької різанини: в 1893 р. віряни чинили опір поліцейським і жандармам російської влади, котрі прибули з м. Ковно для руйнування храму бувшого бенедиктинського монастиря за наказом Олександра III. Опір був придушений козацьким полком; під час зіткнень і екзекуції загинуло 9 осіб, близько 50 було поранено, 69 — висічено, 35 людей було засуджено до тюремного ув'язнення та каторги.